# Ruta Estatal de Nevada 671
La Ruta Estatal de Nevada 671, y abreviada SR 671 (en inglés: Nevada State Route 671) es una carretera estatal estadounidense ubicada en el estado de Nevada. La carretera inicia en el Sur desde la SR 430     en Reno hacia el Norte en la Del Monte Lane en Reno. La carretera tiene una longitud de 5,5 km (3.426 mi).

## Mantenimiento
Al igual que las autopistas interestatales, y las rutas federales y el resto de carreteras estatales, la Ruta Estatal de Nevada 671 es administrada y mantenida por el Departamento de Transporte de Nevada por sus siglas en inglés Nevada DOT.